# 권혁주 (만화가)
권혁주(1978년~)은 대한민국의 만화가이다. 중앙대학교 철학과를 졸업, 서울대학교 대학원에서 미학으로 석사 학위를 받았다. 2005년 웹툰인 '암연즈'로 만화계에 데뷔하였다. 2006년부터 2년 동안은 갤러리 아트사이드에서 학예사로 근무했다. 현재 웹툰 작가들의 모임을 운영하며 회원들과 함께 다양한 프로젝트를 진행하고 있다.